# Kao
Kao (яп. 花王 株式会社 Као: кабусікі-ґайся) — японська хімічна та косметична компанія. Центральний офіс розташований у районі Чюо (Токіо).

## Історія
Кустарна фабрика з виробництва мила була створена Томіро Нагасе в 1887 році.
До 1940 року вона носила назву Nihon Yuki (яп. 日本 有機 株式会社 ніхон ю: ки кабусікі-ґайся), потім Kao Sekken (яп. 花 王石 鹸 株式会社 као: секкен кабусікі-ґайся, «Мило Као»), а з 1985 року — просто Kao. У 1960-х і 1970-х роках компанія вийшла на тайванський і Південно-Східний Азійський ринок. У той же період почалося виробництво господарських товарів, засобів для прання білизни, миючих засобів та ін.
У 1980-х роках найбільш популярними товарами компанії були підгузки, миючий засіб «Attack», крем по догляду за шкірою, були запущені лінії косметики Curel (1986) і «Sofina». Спільно з німецькою Beiersdorf Kao початку маркетинг торгової марки Nivea в Японії. У 1988 році вона придбала компанію Andrew Jergens, а 1989 — Goldwell AG. У продажу з'явилися дискети від Kao.
У 1990-х і 2000-х роках Kao продовжила розширення в Китай і В'єтнам, почала випуск продовольчих товарів (Econa) і напоїв (Healthya). Були повністю викуплені торгові марки John Frieda (2002), Molton Brown (2005), Kanebo Cosmetics (2006). У вересні 2009 року соняшникова олія Econa було знято з продажу після виявлення в ньому канцерогенних властивостей.

## Підрозділи
- Kao Customer Marketing Co., Ltd. (花王カスタマーマーケティング)[ja]
- Kao Merchandising Service (花王マーチャンダイジングサービス)[ja]
- Nivea-Kao Co, Ltd. (ニベア花王)
- Quaker (花王クエーカー)
- Kao Shouji (花王商事)
- Kaou Infonet Work (花王インフォネットワーク)
- Kao Shisutemu Butsuryuu (花王システム物流)
- Niko Seishi (ニコー製紙)
- Kao Professional Services
- Kanebo Cosmetics (カネボウ化粧品)[ja]